# Општина Мушетешти (Горж)
Мушетешти (рум. Muşeteşti) општина је у Румунији у округу Горж.
Oпштина се налази на надморској висини од 406 m.